# L'Auberge de la terreur
Pour plus de détails, voir Fiche technique et Distribution.
L'Auberge de la terreur (titre original : Terror House, mais surtout connu sous le nom de Terror at Red Wolf Inn dans les pays anglophones ; le titre Secrets Beyond the Door a aussi été utilisé lors d'une réédition vidéo) est un film américain mariant la comédie et le film d'horreur réalisé par Bud Townsend, sorti en 1972.

## Synopsis
Regina, étudiante, vient de gagner un séjour de détente à la paisible auberge Red Wolf. Les propriétaires de l'auberge insistent tellement pour qu'elle vienne le plus tôt possible, qu'elle n'a même pas le temps de prévenir quiconque de son départ pour ce lieu. Là-bas, elle y retrouve deux jeunes femmes qui, comme elle, ont été invitées dans cette auberge. Les propriétaires sont extrêmement gentils, le paysage merveilleux et la nourriture vraiment formidable, notamment ces viandes grillées au barbecue, mais au lieu de profiter de tout cela, Regina ressent un léger malaise. Malaise renforcé à la suite de la disparition inquiétante de l'une des deux autres invitées des lieux…

## Fiche technique
- Titre : L'Auberge de la terreur
- Titre original : Terror House
- Réalisation : Bud Townsend
- Scénario : Allen Actor
- Production : Michael Macready, Herb Ellis, Allen Actor
- Musique : Bill Marx
- Photographie : John McNichol
- Montage : Al Maguire
- Direction artistique : Mike Townsend
- Chef-décorateur : Elizabeth Nelson
- Pays d'origine : États-Unis
- Langue : anglais
- Genre : comédie - horreur
- Durée : 90 minutes dans sa version cinéma
  - 78 minutes dans sa version vidéo
- Dates de sortie : inconnue
- Interdit aux moins de 12 ans

## Distribution
- Linda Gillen : Regina McKee (créditée en tant que Linda Gillin)
- John Neilson : Baby John Smith (crédité en tant que John Nielson)
- Arthur Space : Henry Smith
- Mary Jackson : Evelyn Smith
- Janet Wood : Pamela
- Margaret Avery : Edwina (créditée en tant que Margret Avery)
- Michael Macready : Jonathan
- Earl Parker : Paul

## Distinctions
- Nomination au Saturn Award du meilleur film d'horreur 1975